# Hoya fungii
Hoya fungii är en oleanderväxtart som beskrevs av Elmer Drew Merrill. Hoya fungii ingår i släktet Hoya och familjen oleanderväxter. Inga underarter finns listade i Catalogue of Life.